# Focke-Wulf Fw 187
Фокке-Вульф FW-187 "Сокол"  (нем. Focke-Wulf FW-187 «Falke») — немецкий тяжёлый истребитель.

## Создание и испытания
Разработки Fw-187 велись с 1935 года. Первые лётные испытания проводились весной 1937 года. Лётчик-испытатель Ганс Зандер на Fw-187 на высоте 4000 метров достигнул скорости 520 км/ч. Командование люфтваффе не поверило докладу о достигнутой скорости, полагали, что Зандер был введен в заблуждение неверными показаниями прибора. Чтобы доказать, что ошибки не было, Блазер по совету Зандера поместил трубку Пито в носовой части Fw-187, исключив какие-либо помехи в работе приборов. Последующие испытания полностью подтвердили предыдущие числа. После ряда испытаний самолёт несколько раз модернизировался. В результате появился вариант Fw-187V4, имевший двигатель Jumo 210G (720 л. с.). Вооружение состояло из четырёх пулемётов MG-17 в носовой части фюзеляжа и одного MG-81.
Fw-187 серийно не выпускался. Было изготовлено 9 экземпляров.

## Служба и боевое применение
Самолёты Fw 187a-0 в начале 1940 года поступили в заводской отряд ПВО фирмы Focke-Wulf, в конце августа этот отряд был расформирован. Три экземпляра передали группе, дислоцировавшейся в Вёрселе (Дания). Последний Fw 187 эксплуатировался до 1944 года.

## Лётно-технические характеристики
Двигатель: Jumo 210G (720 л. с.)
Размах крыла, м: 15,30
Длина самолёта, м: 11,12
Высота самолёта, м: 3,85
Площадь крыла, кв. м.: 30,40
Масса пустого самолёта, кг.: 3700
Масса взлётная, кг.: 4990
Максимальная скорость км/ч.: 529
Практический потолок, м.: 10000
Дальность полёта, км.: 1450